# Eleanor Mary Mellon
Eleanor Mary Mellon (n. 18 august 1894 – 2 iunie 1979) a fost un artist vizual american, una din primele femei americane artiste plastice specializate ca sculptor.

## Biografie

### Anii timpurii
Eleanor Mary Mellon s-a născut în Narberth, Pennsylvania, pe 18 august 1894 ca fiică a lui Charles Henry Mellon și a Loraine W. Mellon (născută Roberts).
După moartea tatălui ei, în 1907, Eleanor M. Mellon s-a mutat în New York City și s-a înscris la cursuri la Art Students League. Profesorii ei, de la acea școală de arte, au inclus pe Victor Salvatore, Robert Aitken și Adolph A. Weinman.
Viitoarea artistă a petrecut două veri la Lanesville, statul  Massachusetts, sub îndrumarea lui Charles Grafly. După Primul Război Mondial, pe când studia cu Edward McCartan, acesta a încurajat-o să studieze serios sculptura Renașterii italiene, a cărei influență este evidentă în numeroasele ei lucrări.

### Sculptori cu care a studiat[5]
- Robert Ingersoll Aitken
- Harriet Whitney Frishmuth
- Charles Grafly
- Edward McCartan
- Victor D. Salvatore
- Adolph Alexander Weinman

### Onoruri
În 1931, Societatea Artiștilor din Washington i-a acordat o medalie de bronz, iar în anul următor, 1932, a primit o mențiune de onoare din partea Asociației Naționale a Femeilor Pictori și Sculptori din New York City. Academia Națională de Design din New York city i-a acordat de asemenea Premiul Barnet.
Lucrările lui Mellon se află în colecția Grădinilor Brookgreen din Carolina de Sud, precum și sculptura monumentală Dionis cu un câine a mentorului ei, Edward McCartan, dar multe din lucrările sale au fost expuse sub patronajul National Sculpture Society, dar și în California Palace of the Legion of Honor, San Francisco, statul California.
Eleanor Mary Mellon a fost considerată ca sculptor notabil, fiind listată de  cunoscuta Marquis Who's Who.